# Cantone di Saint-Dizier-3
Il Cantone di Saint-Dizier-3 è una divisione amministrativa dell'Arrondissement di Saint-Dizier.
È stato costituito a seguito della riforma approvata con decreto del 17 febbraio 2014, che ha avuto attuazione dopo le elezioni dipartimentali del 2015 dalla ridefinizione dei cantoni di Saint-Dizier.

## Composizione
Comprende parte della città di Saint-Dizier e 2 comuni:
- Bettancourt-la-Ferrée
- Chancenay